# Liste der Monuments historiques in Tollaincourt
Die Liste der Monuments historiques in Tollaincourt führt die Monuments historiques in der französischen Gemeinde Tollaincourt auf.

## Liste der Objekte
| Bezeichnung | Beschreibung                     | Standort                       | Kennzeichnung | Schutzstatus | Datum | Bild |
| ----------- | -------------------------------- | ------------------------------ | ------------- | ------------ | ----- | ---- |
| Hauptaltar  | Holz, vergoldet, 18. Jahrhundert | in der Kirche St-Didier (Lage) | PM88000934    | Classé       | 1957  |      |